# Lithgows
Lithgows Limited war ein Schiffbauunternehmen mit zahlreichen Werften in Port Glasgow und Greenock. Es bestand von 1870 bis 1993.

## Geschichte

### Gründungsjahre
Das Unternehmen wurde 1870 als Russell & Co. gegründet und ging aus einer Partnerschaft Joseph Russells mit William Todd Lithgow und Anderson Rodger hervor. Der Schiffbau des Unternehmens begann auf der von Cunliffe & Dunlop gepachteten Bay-Yard-Werft in Port Glasgow. Schon 1878 entstand hier eines der bekanntesten Schiffe der Werft, die bis heute erhaltene Viermastbark Falls of Clyde. 1881 erwarb Russell & Co. die Kingston-Werft mit sechs Hellingen und begann mit dem Bau größerer Segelschiffe für die Massengutfahrt. In den Jahren 1882 bis 1892 ging die Werft zu standardisierten Bauentwürfen über, um die Bauzeit der einzelnen Schiffe zu beschleunigen. In diesen zehn Jahren verließen 271 Neubauten die Werft, die ab 1890 die höchsten Ablieferungszahlen weltweit erreichte.

### Aufspaltung und Erster Weltkrieg
Im Jahr 1891 zog sich Joseph Russell aus dem Unternehmen zurück, woraufhin die Partnerschaft der drei Männer aufgelöst wurde. Anderson Rodger führte die Bay-Werft unter eigenem Namen fort und Lithgow übernahm die Kingston- und Greenock-Werft, welche weiterhin als Russell & Co. firmierte.  Wirtschaftliche Beziehungen und Verflechtungen blieben aber auch nach der Auflösung der Partnerschaft bestehen.
Nachdem Lithgow die Mid-Cartsdyke-Werft im Jahr 1900 veräußert hatte, konzentrierte er sein Geschäft zunächst auf die Kingston-Werft. Auch die beiden Lithgow-Söhne, James und Henry, traten nun in das Unternehmen ein. Der Schwerpunkt des Bauprogramms jener Jahre lag auf Trampdampfern, welche der Werft einen soliden Gewinn einbrachten. Darüber hinaus baute Russell in den ersten Jahren des 20. Jahrhunderts über ein Dutzend Linienfrachter und eine Reihe von Tankern für verschiedene Reedereien. Nach dem Tod von William Lithgow am 7. Juni 1908 führten seine Söhne die Kingston-Werft weiter und begannen angrenzende Werften zu übernehmen.
Während des Ersten Weltkriegs lieferten die Werften Schiffe mit insgesamt 315.141 BRT Schiffsraum ab, darunter nur ein einziges Kriegsschiff, das Patrouillenschnellboot P 21. 1917 übernahm die Werft das Glasgower Schiffsmaschinenbauunternehmen David Rowan & Co. Nach dem Kriegsende 1918 wurde Russell & Co. in eine Kapitalgesellschaft umgewandelt und firmierte danach als Lithgows Limited.

### Expansion, Weltwirtschaftskrise und Zweiter Weltkrieg

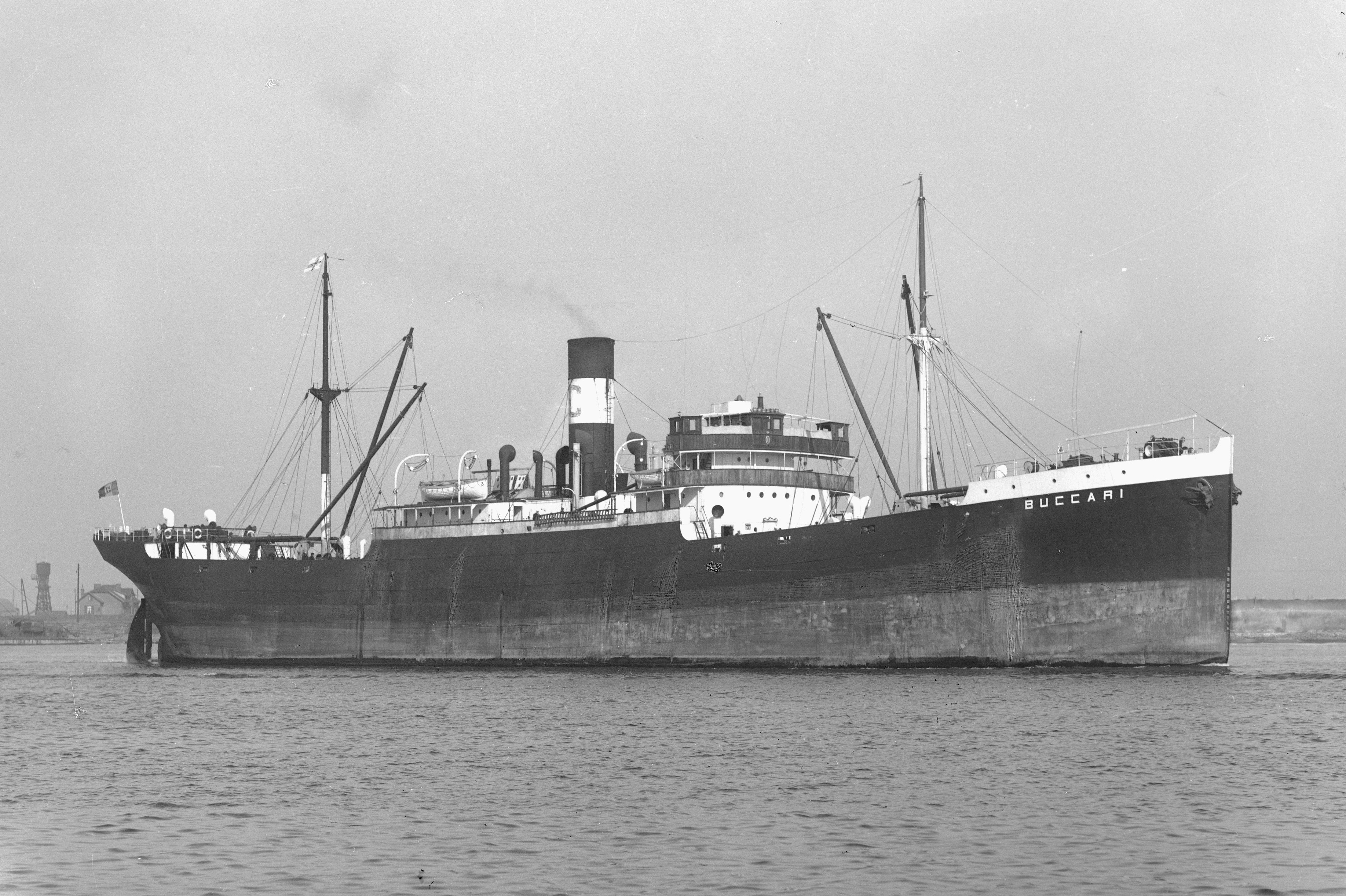
Die italienische Buccari wurde 1925 als Lawbeath gebaut

Im Jahr 1919 übernahm Lithgows die Werften Dunlop, Bremner & Co. und William Hamilton & Co. in Port Glasgow. 1920 folgte der Stahlhersteller James Dunlop & Co. in Greenock und 1923 der ebenfalls in Greenock ansässige Schiffsmaschinenbauer Rankin & Blackmore. Bis in die frühen 1920er Jahre hatten die Lithgow-Brüder von Kingston bis Bay alle in Port Glasgow ansässigen Werften erworben. In dieser Zeit bauten sie etwa 90 Linienfrachtdampfer und Trampschiffe sowie rund ein Dutzend Tankschiffe für Reedereien aus aller Welt. James Lithgow wurde für seine Verdienste 1925 als Baronet geadelt. 1928 wurde die Werft Ayrshire Dockyard in Irvine, South Ayrshire eingegliedert.
Es gelang den Lithgow Brüdern, die Weltwirtschaftskrise der 1930er Jahre zu überstehen, indem sie die Betriebskosten der Kingston- und Bay-Werften, durch teilweise hemdsärmelige Geschäftspraktiken gering hielten und niedrigere Baupreise anboten als ihre Mitbewerber. Es gelang ihnen, eine Reihe von Aufträgen für den Bau von Tramp- und Stückgutschiffen, Frucht- und Passagierschiffen zu gewinnen, während eine Vielzahl anderer Werften in diesen Jahren ihre Pforten schließen mussten.
Sir James Lithgow war es, der 1930 mit dem Vorschlag zur Gründung der National Shipbuilders Security (NSS) an den Präsidenten der Bank of England, Montagu Norman, herantrat. Die NSS hatte den Zweck, Werften zu schließen, um Überkapazitäten der Schiffbaubranche abzubauen. Die Zentralbank sollte dazu Mindestpreise für die Baurechte geschlossener Werften sicherstellen. In den Jahren 1931 bis 1937 hatte Lithgows die Mehrheit an neun Clydewerften, von denen allein fünf Werften direkt den Lithgow Brüdern zuzuordnen waren. Diese nutzten die NSS, um eine Rationalisierung der Werften in Port Glasgow durchzuführen. Für die 1933 erfolgte Schließung der Inch-Werft über einen vereinbarten Zeitraum von 40 Jahren erhielten sie beispielsweise eine Beihilfe, mit der sie 1935 ungeachtet des öffentlichen Widerstands die Werft Fairfield Shipbuilding & Engineering Company in Govan erwarben und diese vor der Schließung bewahrten.
In der Zeit des Zweiten Weltkriegs produzierten die Lithgow-Werften 97 Schiffe mit über 1,2 Millionen Tonnen Rauminhalt. Der Löwenanteil entfiel auf 54 Frachtschiffe für zivile Auftraggeber und 33 "Empire"-Standardtrampschiffe, wie die Empire Baffin, des staatlichen Bauprogramms. Darüber hinaus lieferten die Werften zwei Standard Fast Cargo Liner, zwei Flugzeugtransporter, drei Küstenfrachter, drei Frachtfähren und  zwei andere Handelsschiffe.

### Nachkriegszeit
In der Nachkriegszeit kehrte Lithgows zum Bau von Tankern, Linien- und Trampfrachtern zurück. Am 28. Mai 1948 starb Henry Lithgow und am 23. Februar 1952 starb auch Sir James Lithgow. Nach dem Tod der Lithgow Brüder wurde die Unternehmensführung durch ein dreiköpfiges Direktorium ausgeübt. Jede Werft hatte einen Geschäftsführer und zwei stellvertretende Geschäftsführer. In den Jahren 1948 bis 1960 entstanden alleine 43 Tankschiffe. Ab 1959 begann eine Modernisierungsphase, in der zunächst die Kingston-Werft ausgebaut und danach die Glen- und East-Werft auf für den Sektionsbau für Tanker und Massengutfrachter ausgerichtet wurden. 1961 wurde die Werft Ferguson Brothers in Port Glasgow übernommen. Von 1961 bis 1971 entstanden weitere 38 große Tanker, Erz- und Massengutschiffe auf der Lithgow-Werft.

### Der Geddes Report
Ab 1968 wurden die Konzentrationsempfehlungen des Geddes Report umgesetzt und ein Zusammenschluss mit der Scotts Shipbuilding and Engineering Company beschlossen, um eine neue Unternehmensstruktur zu schaffen. Eine der ersten Maßnahmen war das mit Scotts gemeinsam eröffnete Scott Lithgow Ausbildungszentrum. Am 1. Januar 1970 gründete man Scott Lithgow Limited als Dachgesellschaft, die zu 60 Prozent zu Scotts gehörte. Unter dem Scott-Lithgow-Dach entstanden neben den beiden weiterhin unabhängig arbeitenden Werften Scotts Shipbuilding Co. (1969) und Lithgows (1969) eine ganze Reihe von Tochterunternehmen:
- Scotts Engineering Co (1969) Ltd
- Scotts and Sons (Bowling) 1969 Ltd
- Ferguson Bros (Port Glasgow) 1969 Ltd
- Caledonia Joinery Co (1969) Ltd
- Caledonia Fabrications (1969) Ltd

### Als Lithgows (1969)

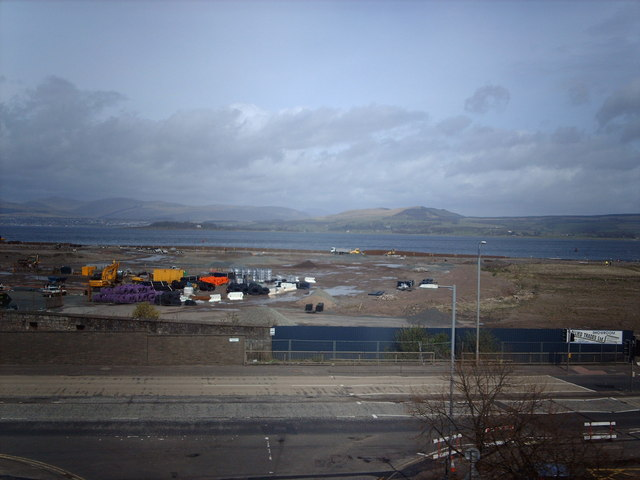
Das Gelände der ehemaligen Glen-Werft

Die als Lithgows (1969) weiterbetriebene Schiffbausparte beendete den Ausbau ihrer Glen, East und Kingston-Werften zur Großwerft im Jahr 1972. In den darauffolgenden Jahren wurden dort vier VLCC-Tanker und drei Panamax-Bulkcarrier gebaut. Nachdem Scott-Lithgow am 1. Juli 1977 in die British Shipbuilders Corporation eingegliedert wurden, entstanden noch einige kleinere Frachtschiffe, bevor der Werft die Aufträge ausgingen. Die Lithgow-Familie betrieb danach Hotels und arbeitete in der Elektronikbranche und arbeitet heute in den Geschäftsfeldern Aquakultur, Schifffahrts- und Ingenieurleistungen.
Ab 1981 begann man bei Lithgow mit Scott Lithgow (Offshore) Ltd als Betriebsgesellschaft mit dem Bau von Ölbohrinseln, was aber zu großen Verlusten führte. Das Unternehmen wurde daraufhin am 28. März 1984 für 12 Millionen Pfund an Trafalgar House und Howard Doris veräußert. Diese gaben den Schiffbau aber ab 1987 auf und die Werft wurde bis 1995 abgerissen. Insgesamt entstanden rund 1200 Schiffe unter dem Namen Lithgow.
1996 erwarb Clydeport plc das Gelände zur Neuentwicklung. Im Folgejahr pachtete UiE Scotland das Inchgreen Trockendock, um dort ein Schiffsreparaturgeschäft zu betreiben. Der Goliath genannte Werftkran von Sir William Arrol & Company wurde daraufhin ebenfalls abgerissen.
Bis 2006 waren auch die letzten Spuren der Werft verschwunden.